# Équipe de Russie de football à la Coupe du monde 2014
Cet article relate le parcours de l'équipe de Russie de football lors de la Coupe du monde de football 2014 organisée au Brésil du 12 juin au 13 juillet 2014.

## Historique

### Fin 2012: Nouvelle révolution et retour dans la lumière

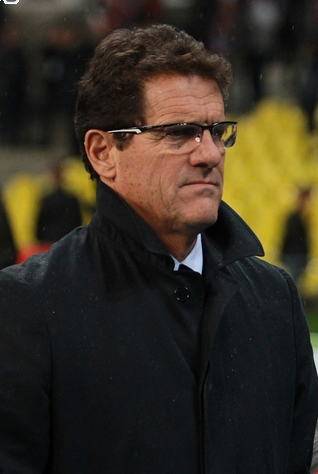
L'Italien Fabio Capello est officiellement nommé sélectionneur de la Russie le 14 juillet avec l'objectif provisoire de qualifier la Russie pour la Coupe du monde.

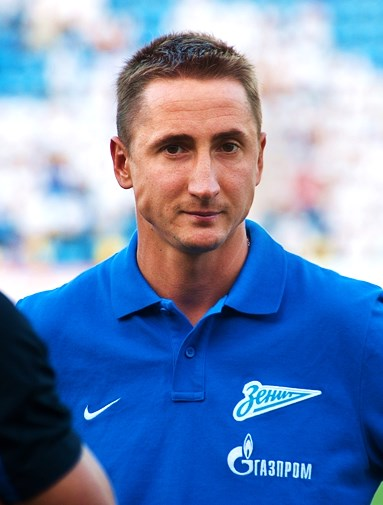
Vladimir Bystrov, Zénitiki, est l'un des joueurs nouvellement sélectionnés en équipe nationale depuis l'arrivée de Capello. Il a beaucoup apporté contre le Portugal aussi bien à l'aller qu'au retour mais n'ira pas à la Coupe du monde en raison de son âge.

À la suite de la claque reçue lors de l'Euro 2012, la Sbornaïa doit se reconstruire… En quelques mois, la Russie va tourner la page et retourner au sommet. En juillet, la direction de la Sbornaïa est confiée au sélectionneur italien Fabio Capello ancien sélectionneur de l'Angleterre qui a réalisé de belles performances avec les clubs du Milan AC, du Real Madrid, de l'AS Rome et de la Juventus. Le nouveau sélectionneur est confronté à un grand défi. Il doit redonner confiance aux supporters démoralisés et qualifier l'équipe pour le Mondial 2014 de préférence en évitant les barrages dont les Russes gardent un mauvais souvenir après ceux de 2010 avec comme rival l'équipe portugaise qui avait battu la Sbornaïa 7-1 en 2006 et que celle-ci n'est jamais parvenue à battre tout en rajeunissant la sélection nationale en vue du Mondial 2018 dont la Russie a été désignée organisatrice…
La première décision de Capello est de se passer non seulement d'Archavin (après convocation à cause de la polémique du dernier Euro), mais aussi de Pavlyuchenko et de Zhirkov et Malafeïev qui a gardé les portes de la sélection pendant l'Euro 2012 met un terme à sa carrière internationale pour des problèmes familials. Il décide de faire appel à de nouveaux joueurs comme Viktor Fayzulin ou Vladimir Bystrov. Le premier match de l'équipe est contre la plus puissante équipe africaine : la Côte d'Ivoire le 15 août 2012 qui se soldera par un nul malgré ouverture du score et domination (1-1).
Pour les éliminatoires de la coupe du monde au Brésil, la Russie est opposée au Portugal, qui semble être la bête noire de la Sbornaïa et est son principal rival dans le groupe, à Israël, à l'Irlande du Nord, à l'Azerbaïdjan et au Luxembourg. Si l'Euro 2012 a terminé en fiasco, l'année 2012 se terminera par une belle reprise de confiance avec quatre victoires en éliminatoires et les cages inviolées grâce au talentueux Igor Akinfeev, héros de 2008, faisant de la Russie la seule équipe totalement gagnante avec les Pays-Bas et la seule n'ayant pas encaissé de but.

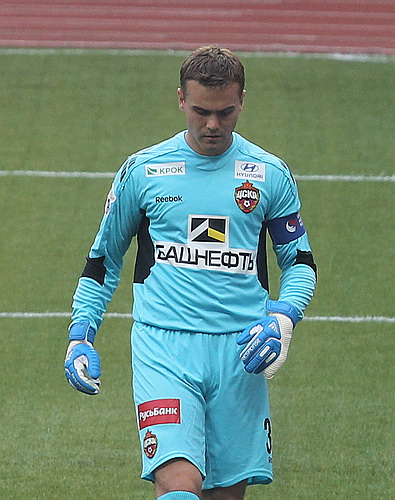
Grâce à un irréprochable Igor Akinfeev, portier de l'Euro 2008 où la Sbornaïa était allée en demi-finale, la Russie a gardé sa cage inviolée durant toute la première partie des éliminatoires.

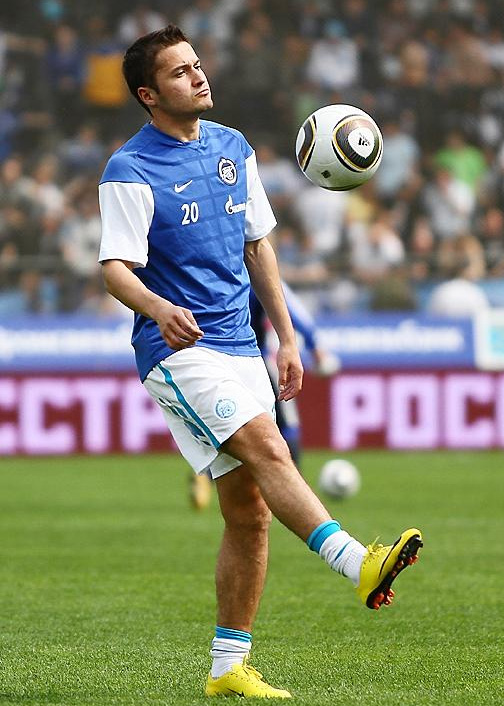
Viktor Fayzulin, joueur du Zénith Saint-Pétersbourg a fait de bons débuts en équipe nationale avant une suite bien moins convaincante à partir du déplacement au Portugal.

La Sbornaïa débute les préliminaires avec les deux outsiders du groupe. Elle bat l'Irlande du Nord 2-0 à domicile le 7 septembre ce qui est la première victoire de la Russie de Capello, et surtout le 11 septembre Israël 4-0 à l'extérieur avec un doublé de Aleksandr Kerjakov (qui durant l'Euro précédent avait tiré 11 tirs non cadrés en trois matchs, un record) et grâce à un excellent milieu Viktor Fayzulin. Pendant ce temps, le demi-finaliste du mondial précédent, le Portugal, bat péniblement le Luxembourg 2-1 qui avait ouvert le score, puis vainc l'Azerbaïdjan 3-0 dans la péninsule ibérique en fin de match.
La première confrontation entre les deux rivaux a lieu le 12 octobre en Russie. La Sbornaïa ouvre le score dès la sixième minute sur une passe en profondeur de Roman Chirokov à Kerjakov qui trompe le gardien adverse. Dès lors, on constate un changement complet du jeu de la Russie. En effet, la Russie de Fabio Capello laisse le ballon aux Portugais pour jouer défensivement dans l'attente d'une contre-attaque après ce premier but contraiement à celle de Guus Hiddink et celle de Dick Advocaat qui était tournée vers l'offensif. Certaines de ces contre-attaques permettront au joueur Vladimir Bystrov de s'illustrer sans alourdir le score, mais les Russes brillent en défense. Les Portugais maîtrisés en attaque ne s'en relèvent pas ce qui permet à la Russie de réussir la revanche du 7-1 infligé en 2006 et de devancer son rival de trois points. Ce match est l'affiche de la troisième journée des éliminatoires.

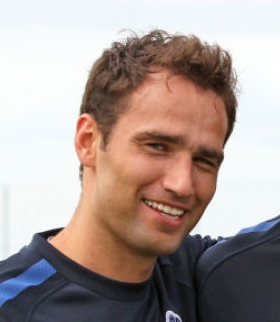
Roman Chirokov, vestige de l'Euro 2012, fait partie intégrante de la colonne vertébrale de la Russie en équipe nationale.

Le 16 octobre lors de la quatrième journée, la Russie continue son sans faute en sortant une nouvelle fois victorieuse contre l'Azerbaïdjan 1-0 tandis que le Portugal se dominer par l'Irlande du Nord chez lui et égalise en fin de match (1-1). Dans le même temps, Israël qui a vaincu le Luxembourg 6-0 puis 3-0 subtilise au Portugal la seconde place au même nombre de points, mais à la différence de but supérieure. La Russie a 5 points d'avance sur ses deux rivaux et est à présent la mieux armée pour sortir du groupe et se qualifier directement, mais elle n'est pas à l'abri d'un renversement de situation comme elle en a connu dans le passé (Mondial 2010 et Euro 2012 notamment).
Avec quatre victoires en éliminatoires et les cages inviolées, la Russie est la seule équipe avec les Pays-Bas (qui sont également une grande déception de l'Euro précédent) à avoir gagné tous ses matchs et la seule à ne pas avoir encaissé de but ce qui est synonyme de début d'éliminatoires très réussi. Les anciennes stars Archavin, Pavlyuchenko et d'autre, ainsi que Dzagoev, révélation de 2012, n'ont pas joué une seconde sur le terrain des éliminatoires.
Elle réalise un match amical contre les États-Unis qui n'a jusqu'à présent jamais réussi à battre les rouges. Les Russes mènent au score deux fois, mais les Américains égalisent également deux fois dont la deuxième dans le temps additionnel de la seconde mi-temps. Ce match jugé décevant montre à la nouvelle Russie que malgré les succès, elle n'est pas à l'abri de contre-performances…

### Début 2013: Les rencontres amicales

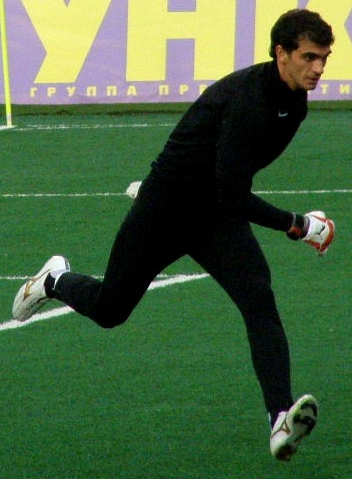
Vladimir Gabulov a joué les matchs amicaux à la place d'Akinfeev.

Après avoir idéalement clôturé l'année 2012, les Russes débutent idéalement l'année 2013 par une victoire 2-0 sur l'Islande, ancien adversaire de la Sbornaïa lors de la phase qualificative de 2000.
Le 22 mars, c'est l'ouverture de la deuxième partie des éliminatoires de Brésil 2014. La Russie est en tête de son groupe avec 12 points, le maximum, devant Israël et le Portugal qui sont à 7 points. C'est durant cette deuxième partie que la Russie qui a déjà accueilli trois fois effectuera de nombreux déplacements à l'étranger après en avoir fait un.
Pour entamer la deuxième phase, la Russie devait se rendre en Irlande du Nord, outsider très distancé avec seulement deux points, mais qui est parvenu à réaliser des exploits (et a d'ailleurs mené pendant la majeure partie du match et a finalement concédé le nul au Portugal). Mais en raison de chutes de neige, le match est reporté au lendemain puis une seconde fois reporté. C'est une frustration pour les Russes qui croyaient pouvoir s'envoler avec sept points d'avance sur leurs deux poursuivants qui s'étaient neutralisés un peu plus tôt (3-3).
Le 25 mars, la Russie affronte le Brésil en train de préparer sa coupe des confédérations. Les Russes réalisent un bon match. Ils dominent totalement la première mi-temps avec une main dans la surface de réparation non sifflée et de nombreux tirs en empêchant le Brésil d'attaquer avant plus d'un quart d'heure et en maîtrisant ses rares offensives. Après trois changements dès la mi-temps, la Sbornaïa se fait beaucoup plus discrète. Cela ne l'empêche pas d'ouvrir le score à la 73e minute après un spectaculaire échange de balles dans la surface de réparation avec deux tentatives repoussées par le gardien ou des défenseurs. C'est finalement Fayzulin qui débloque la situation après quinze seconde de pression pour les deux équipes. Le Brésil réagit assez timidement, mais l'entrée du Brésilien Hulk qui évolue avec les Russes au Zénith Saint-Pétersbourg va apporter de la vitesse au jeu brésilien dont la Russie empêche le développement de
celui montré contre l'Italie quelques jours plus tôt. La Russie cèdera finalement à la 90e minute concédant le nul (1-1). Malgré le regret d'avoir laissé filer l'exploit de la première victoire en tant que nouvelle Russie, la Sbornaïa a réalisé un bon match et obtenu un bon résultat.

### Milieu 2013: Décadence et voie du scénario catastrophe

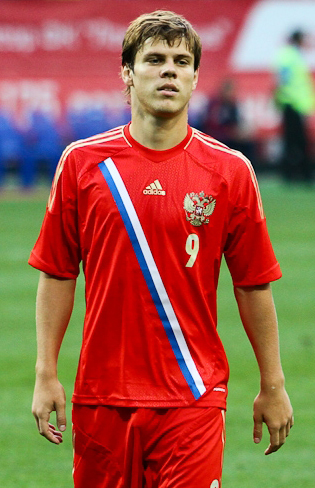
Aleksandr Kokorin, nouveau sélectionné depuis l'arrivée de Capello, a inscrit à la suite de la défaite en Irlande du Nord trois buts en deux matchs contre le Luxembourg et Israël, redressant la Russie vers le droit chemin après deux défaites consécutives.

Mais comme cela est très souvent arrivé par le passé, la suite de la campagne est plus difficile. Après une brillante période, la Russie va accumuler de mauvais résultats.
Le 7 juin, la Russie subit sa première défaite des éliminatoires de la coupe du monde lors de la 7e journée. Comme le Portugal à Moscou, la Russie s'incline par le plus petit des scores à Lisbonne, au terme d'un match complètement fou. En effet, la position délicate de la Seleçao inquiète énormément et les joueurs et observateurs les plus pessimistes disent qu'une défaite serait synonyme d'élimination. Le public portugais est sur-excité et se fait entendre si bien que le Portugal ouvre le score dès la 9e minute. Peu à peu, les Russes reviennent dans le match et menacent d'égaliser tout au long du match (pénalty non sifflé pour grosse faute de main d'un Portugais qui contre un centre à ras de terre dans la surface de réparation, impressionnant retourné de Bystrov qui frôle la barre transversale, but refusé pour un hors-jeu bien réel, tirs arrêtés de Kerjakov puis Shirokov, libre circulation de Kombarov dans la surface adverse, tir de Bystrov après une passe de Kombarov qui passe au ras du poteau) de même que les Portugais se procurent des occasions pour inscrire le doublé (duel raté de Ronaldo avec un bon Akinfeev dans les cages). Le score ne bouge pas et le Portugal prend provisoirement la tête du groupe. La Russie a donc perdu tous ses matchs à l'extérieur contre le Portugal.

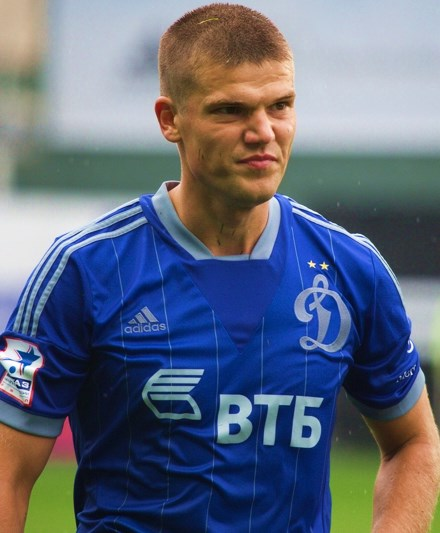
Igor Denisov, autre vestige de l'Euro 2012, forme un duo avec Chirokov qui joue avec lui au Zénith et anime le secteur offensif de la Russie.

Malgré cette contre-performance, la Russie reste la meilleure défense de la Zone Euro avec un but encaissé et reste également en position de force dans le groupe F puisqu'elle se retrouve avec seulement deux points de moins que le Portugal mais en ayant joué deux matchs de moins. Les matchs restant pour la Russie après cette défaite sont les retours contre l'Irlande du Nord, Israël, l'Azerbaïdjan et les deux matchs contre le Luxembourg, lanterne rouge du groupe.
Le 14 août, la Russie aurait dû être opposée à l'Argentine, 4e du classement FIFA de loin en tête des qualifications sud-américaines, mais ce match a été annulé. En effet, la Russie doit rattraper son match de la 6e journée de qualifications contre l'Irlande du Nord. Pour reprendre la tête du groupe, elle doit s'imposer. En cas de victoire, la Russie aura remporté 5 matchs avant de laisser les Pays-Bas alors seuls auteurs d'un sans-faute. Mais la Russie connaît sa première grande déception depuis l'arrivée de Capello. Malgré une domination, celle-ci est restée très faible et l'Irlande du Nord a battu la Russie 1-0 sur un but en fin de première mi-temps à la surprise générale. Elle aurait même pu doubler la mise sur des poteaux ainsi qu'à la 60e minute sur un but refusé pour hors-jeu et les occasions d'égaliser ont été rares ! Cette énorme surprise remet en cause la qualification russe et la Sbornaïa devra impérativement réaliser un sans faute pour finir premier du groupe.

### Fin 2013: La réussite du sprint final mais des buts en arrêts de jeu
Après la défaite surprise contre l'Irlande du Nord, la Russie est condamnée au sans-faute pour reprendre la première place au Portugal. Bloquée à la deuxième place, elle entame la fin des éliminatoires par l'accueil du Luxembourg le 6 septembre. Elle ouvre le score en 19 secondes grâce à Aleksandr Kokorin qui inscrit le doublé. Kerjakov clôt le suspens en marquant un troisième but. La fin du match est marquée par un petit relâchement de la défense centrale russe qui vaut un but au début des arrêts de jeu, mais Aleksandr Samedov redresse la barre à la normale en marquant à la fin des arrêts de jeu (4-1). Dès lors, la Russie perd son titre de meilleure défense de la Zone Europe au profit de l'Espagne et de la Belgique. L'Irlande du Nord en supériorité numérique a été très proche de rendre heureux les Russes en menant 2-1 le Portugal réduit à 10, mais un Ronaldo révolté fait gagner le Portugal 4-2, empêchant l'Irlande du Nord de créer
la même surprise que contre la Russie et cette-dernière de reprendre la tête du groupe. Ainsi après l'Ukraine, la Slovénie et la Grèce, l'Irlande du Nord confirme la règle suivante : celui qui bat et/ou élimine la Russie à la surprise générale ne confirme jamais les espoirs placés par cette surprise le match suivant. Il conviendra de noter que les deux buts inscrits très tôt pour l'un et très tard pour l'autre sont considérés par la FIFA comme les buts à retenir de la journée.
Quatre jours plus tard, le 10 septembre, les Russes réalisent un match d'une grande importance contre Israël qui peut être considéré comme la quasi-finale du groupe. L'accueil de l'outsider est en effet la dernière opportunité pour la Russie de reprendre la tête du groupe puisque le Portugal ne joue pas cette journée. En cas de non victoire, la Russie devra espérer un faux-pas du Portugal pour se qualifier directement. Heureusement, la Russie réussit à éviter de confirmer ce jour-là le scénario catastrophe laissé supposer par la défaite à Belfast. Après une morne première mi-temps sans but, les Slaves marquent deux fois dès le retour de pause grâce à de bons remplacements de la part de Fabio Capello qui animent efficacement le secteur offensif de l'équipe. Berezutsky, défenseur central, ouvre le score et Kokorin, double buteur de la journée précédente, plante à son tour. Un troisième but de Glushakov qui reprend un pénalty raté de Shirokov rebondissant contre le poteau met fin au suspens, mais la Russie comme contre le Luxembourg encaisse un but d'Israël à la dernière minute. La Russie reprend donc la tête du Groupe F et se retrouve en position confortable pour le reste des éliminatoires.

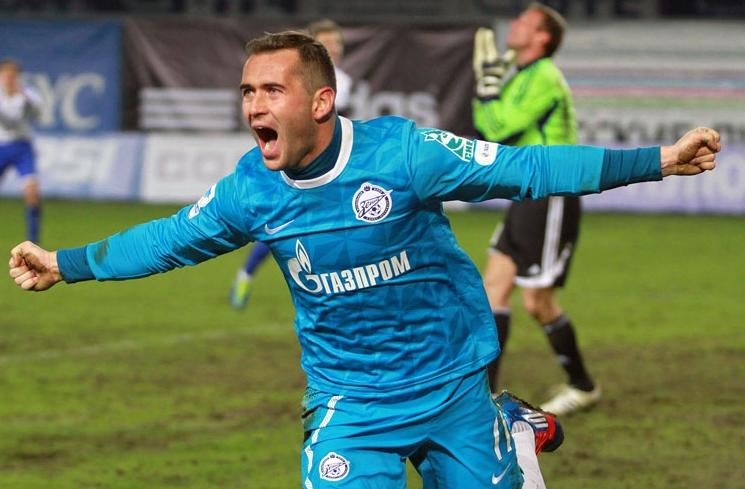
Même s'il est souvent maladroit dans le dernier geste (11 tirs en trois matchs à l'Euro 2012, aucune tentative cadrée), la Russie est dépendante du vétéran zénitiki Aleksandr Kerjakov qui en est le buteur principal.

L'avant-dernière rencontre de la campagne qualificative de phase de groupe est un déplacement au Luxembourg le 10 octobre. La Russie peut se qualifier en cas de victoire contre le Luxembourg et surtout de défaite du Portugal contre Israël ce qui semble peu probable. Les Russes obtiennent la victoire avec facilité 4-0 (buts de Samedov, Fayzulin, Glushakov et Kerzhakov), mais la sensation vient du Portugal : Israël tient en échec les Lusitaniens 1-1 ce qui assure quasiment la qualification russe directe bien qu'elle ne soit mathématiquement non acquise. Avec trois points d'avance sur son rival et une différence de but supérieure de sept longueurs, seule une immense contre-performance lors de la dernière journée combinée à un carton du Portugal pourrait priver les Slaves d'un voyage direct au Brésil. La Russie se déplace en Azerbaïdjan le 15 octobre. L'Azerbaïdjan avait déjà tenue en échec la Russie aux éliminatoires de la Coupe du monde 2010. Les Russes ouvrent le score très vite grâce à Shirokov et domine tout le match mais en montrant aussi un problème de finition qui permet au gardien azerbaïdjanais de s'illustrer. L'Azerbaïdjan est réduite à dix alors qu'il reste dix minutes avant le coup de sifflet final. Et contre toute attente, la Russie encaisse de nouveau un but dans le temps additionnel à cause d'un relâchement coupable après en avoir déjà encaissé contre la Slovénie, la Grèce, les États-Unis, le Brésil, l'Irlande du Nord, le Luxembourg et Israël. Tenue en échec 1-1, la Russie a néanmoins l'essentiel : en remportant son duel contre le Portugal, elle se qualifie pour la Coupe du monde sud-américaine après une absence de 12 ans en Coupe du monde.
Pour terminer l'année 2013, la Russie dispute deux matchs amicaux à Dubaï. Le premier contre la Serbie le 15 novembre 2013. Au cours d'un match de très haute qualité offensive entre deux équipes joueuses, la Russie ouvre le score grâce à un but d'Aleksandr Samedov à la 30e minute, mais est immédiatement rejointe à la 31e après une très belle action collective serbe. Le match est très intensif et spectaculaire, mais très mauvais en réalisme. Donnée favorite, la Russie concède ainsi un nul après une bonne démonstration collective même si le problème de finition est pointé du doigt. Le 19 novembre 2013, c'est la Corée du Sud, qualifiée pour la Coupe du monde qui sera d'ailleurs un des trois futurs adversaires en phase de poule, en face de la Russie. Quatre jours plus tôt, elle était parvenue à surprendre la Suisse, 7e au classement FIFA. Surprise dès la 6e minute, deux buts de Fyodor Smolov (qui rompt a série d'inefficacité offensive qui durait depuis plus d'un antout match confondu) et Dmitri Tarasov donnent la victoire 2-1 à la Russie.
Le 6 décembre 2013, le tirage au sort du Mondial offre à la Russie un tirage considéré clément par les Russes, mais les tirages prétendus cléments ont souvent été piégés par le passé, le plus récemment en 2012. La Sbornaïa hérite du groupe H ressemblant à celui de la Coupe du monde 2002 avec la Belgique, la Corée du Sud et l'Algérie (ces deux dernières remplaçant leurs voisins géographiques qui étaient respectivement le Japon et la Tunisie). La Russie et la Belgique partent avec la faveur des pronostics respectivement pour la deuxième et première place sur une Corée du Sud très irrégulière et une Algérie en difficulté lors des éliminatoires. Cependant, en phase de poule, le statut de favori n'a jamais réussi à la Russie.

### Début 2014: La préparation du Mondial
Le 5 mars 2014, la Russie accueille sur ses terres une Arménie sur une belle dynamique. C'est le premier match de préparation de la Russie. La Sbornaïa inscrit un doublé sans forcer dès la première mi-temps par l'intermédiaire d'Aleksandr Kokorin et Dmitri Kombarov. Remaniant la sélection dans la mi-temps pour tester d'autres joueurs, le score ne bouge plus et la Russie l'emporte (2-0). Dans le même temps, ses adversaires réalisent de bonnes performances, la Corée du Sud battant la Grèce, bourreau de la Russie en 2012, 2-0 à Athènes et l'Algérie battant la Slovénie, bourreau de la Russie en 2010, également 2-0. La Belgique, elle, est tenue en échec dans le temps additionnel par la Côte d'Ivoire à domicile 2-2.
Le 12 mai 2014, Capello donne une liste de 30 Russes avec deux surprises : le retour de Pavel Pogrebnyak et la surprenante sélection de Maxim Kanunnikov. Le 17 mai 2014, la liste est réduite à 25. Les défenseurs Aleksandr Anioukov et Alexeï Bérézoutski, les milieux Iouri Gazinski et Vladimir Bystrov ainsi que l'attaquant Artyom Dziouba, meilleur buteur russe de la saison 2013-2014 du championnat russe deviennent « réservistes ». Pogrebniak est remplacé par l'attaquant du FC Séville Denis Cheryshev, vainqueur de la Ligue Europa avec son club la même semaine.
Le 26 mai 2014, la Russie reçoit son ancien adversaire de la campagne 2010-2012, la Slovaquie, pour un match de préparation à moins d'un mois de la Coupe du monde. Très attendue, la Russie est décevante. Le secteur offensif a manqué d'inspiration et le but de la victoire n'est survenu qu'à la 82e minute, soit à peine plus de huit minutes avant le coup de sifflet final. La Sbornaïa bute sur une défense slovaque bien organisée et montre également de la fébrilité en défense centrale vite débordée sur les rares attaques slovaques. Néanmoins, la victoire est acquise (1-0).
Un redressement est attendu par les supporters le 31 mai 2014 contre la Norvège à Oslo. La Russie ne se fait pas attendre. Exerçant un pressing constant durant toute la première mi-temps, Oleg Shatov ouvre le score dès la troisième minute et la Russie est impressionnante offensivement. Cependant, la finition n'est pas au rendez-vous et le score qui aurait pu être trois fois plus lourd en concrétisant le tiers des occasions reste d'une seule longueur. En deuxième mi-temps, le remplacement du milieu Viktor Faïzouline par Alan Dzagoev est le tournant. La révélation russe de l'Euro 2012 ne se sent pas à l'aise dans sa position et le lien entre la défense et l'attaque est rompu. La Russie souffre et concède une surprenante égalisation ce qui lui vaudra d'être accusée de jouer petits bras et de gâcher des occasions (1-1).
Pour son dernier match de préparation, la Sbornaïa accueille à domicile le Maroc le soir du 6 juin.

## Effectif
Fabio Capello a convoqué 25 joueurs jusqu'au 2 juin 2014, puis a réduit la liste à 23.
| Numéro / Nom       | Numéro / Nom          | Club                     | Date de naissance | J.              | Buts            |                 |                 |                 |
| Gardiens de but    | Gardiens de but       | Gardiens de but          | Gardiens de but   | Gardiens de but | Gardiens de but | Gardiens de but | Gardiens de but | Gardiens de but |
| ------------------ | --------------------- | ------------------------ | ----------------- | --------------- | --------------- | --------------- | --------------- | --------------- |
| 1                  | Igor Akinfeïev        | CSKA Moscou              | 08.04.1986        | 3               | 0               | 0               | 0               | 0               |
| 12                 | Iouri Lodyguine       | Zénith Saint-Pétersbourg | 26.05.1990        | 0               | 0               | 0               | 0               | 0               |
| 16                 | Sergueï Ryjikov       | Roubine Kazan            | 19.09.1980        | 0               | 0               | 0               | 0               | 0               |
| Défenseurs         |                       |                          |                   |                 |                 |                 |                 |                 |
| 4                  | Sergueï Ignachevitch  | CSKA Moscou              | 14.07.1979        | 3               | 0               | 0               | 0               | 0               |
| 14                 | Vassili Bérézoutski   | CSKA Moscou              | 20.06.1982        | 3               | 0               | 0               | 0               | 0               |
| 23                 | Dmitri Kombarov       | Spartak Moscou           | 22.01.1987        | 3               | 0               | 1               | 0               | 0               |
| 22                 | Andreï Iechtchenko    | Anji Makhatchkala        | 09.02.1984        | 2               | 0               | 0               | 0               | 0               |
| 2                  | Alexeï Kozlov         | Dynamo Moscou            | 16.11.1986        | 2               | 0               | 1               | 0               | 0               |
| 13                 | Vladimir Granat       | Dynamo Moscou            | 22.05.1987        | 0               | 0               | 0               | 0               | 0               |
| 3                  | Gueorgui Chtchennikov | CSKA Moscou              | 27.04.1991        | 0               | 0               | 0               | 0               | 0               |
| 5                  | Andreï Semionov       | Terek Grozny             | 24.03.1989        | 1               | 0               | 0               | 0               | 0               |
| Milieux de terrain |                       |                          |                   |                 |                 |                 |                 |                 |
| 7                  | Igor Denissov         | Dynamo Moscou            | 17.05.1984        | 2               | 0               | 0               | 0               | 0               |
| 21                 | Alexeï Ionov          | Dynamo Moscou            | 18.02.1989        | 0               | 0               | 0               | 0               | 0               |
| 18                 | Iouri Jirkov          | Dynamo Moscou            | 20.08.1983        | 0               | 0               | 0               | 0               | 0               |
| 10                 | Alan Dzagoïev         | CSKA Moscou              | 17.06.1990        | 3               | 0               | 0               | 0               | 0               |
| 8                  | Denis Glouchakov      | Spartak Moscou           | 27.01.1987        | 3               | 0               | 1               | 0               | 0               |
| 20                 | Viktor Faïzouline     | Zénith Saint-Pétersbourg | 22.04.1986        | 3               | 0               | 0               | 0               | 0               |
| 19                 | Alexandre Samedov     | Lokomotiv Moscou         | 19.07.1984        | 3               | 0               | 0               | 0               | 0               |
| 17                 | Oleg Chatov           | Zénith Saint-Pétersbourg | 29.07.1990        | 0               | 0               | 0               | 0               | 0               |
| 15                 | Pavel Moguilevets     | Roubine Kazan            | 25.01.1993        | 0               | 0               | 0               | 0               | 0               |
| Attaquants         |                       |                          |                   |                 |                 |                 |                 |                 |
| 11                 | Alexandre Kerjakov    | Zénith Saint-Pétersbourg | 27.11.1982        | 3               | 1               | 0               | 0               | 0               |
| 9                  | Alexandre Kokorine    | Dynamo Moscou            | 19.03.1991        | 3               | 1               | 0               | 0               | 0               |
| 6                  | Maxim Kanounnikov     | Amkar Perm               | 14.07.1991        | 2               | 0               | 0               | 0               | 0               |
| Sélectionneur      |                       |                          |                   |                 |                 |                 |                 |                 |
|                    | Fabio Capello         |                          | 18.06.1946        |                 |                 |                 |                 |                 |

## Encadrement

### Encadrement
- Fabio Capello, sélectionneur
- Aleksandr Nizelik, traducteur
- Oreste Tchinkvini, directeur sportif
- Italo Galbiati, entraîneur adjoint
- Christian Panucci, entraîneur adjoint
- Massimo Neri, physiothérapeute
- Sergeï Ovtchinnikov, entraîneur des gardiens

### Qualifications: Groupe F
| Rang | Équipe          | Pts | J  | G | N | P | Bp | Bc | Diff |  | Résultats (▼ dom., ► ext.) |     |     |     |     |     |     |
| ---- | --------------- | --- | -- | - | - | - | -- | -- | ---- |  | -------------------------- | --- | --- | --- | --- | --- | --- |
| 1    | Russie          | 22  | 10 | 7 | 1 | 2 | 20 | 5  | +15  |  | Russie                     |     | 1-0 | 3-1 | 1-0 | 2-0 | 4-1 |
| 2    | Portugal        | 21  | 10 | 6 | 3 | 1 | 20 | 9  | +11  |  | Portugal                   | 1-0 |     | 1-1 | 3-0 | 1-1 | 3-0 |
| 3    | Israël          | 14  | 10 | 3 | 5 | 2 | 19 | 14 | +5   |  | Israël                     | 0-4 | 3-3 |     | 1-1 | 1-1 | 3-0 |
| 4    | Azerbaïdjan     | 9   | 10 | 1 | 6 | 3 | 7  | 11 | -4   |  | Azerbaïdjan                | 1-1 | 0-2 | 1-1 |     | 2-0 | 1-1 |
| 5    | Irlande du Nord | 7   | 10 | 1 | 4 | 5 | 9  | 17 | -8   |  | Irlande du Nord            | 1-0 | 2-4 | 0-2 | 1-1 |     | 1-1 |
| 6    | Luxembourg      | 6   | 10 | 1 | 3 | 6 | 7  | 26 | -19  |  | Luxembourg                 | 0-4 | 1-2 | 0-6 | 0-0 | 3-2 |     |

| 1er match                    | Russie                               | 2 – 0   | Irlande du Nord | Stade Lokomotiv, Moscou                              |                                                      |
| 7 septembre 2012 19:00 UTC+4 | Faïzouline 30e · Shirokov 78e (pen.) | (1 - 0) |                 | Spectateurs : 14 300 Arbitrage : Antonio Mateu Lahoz | Spectateurs : 14 300 Arbitrage : Antonio Mateu Lahoz |
| 7 septembre 2012 19:00 UTC+4 | Rapport                              |         |                 | Spectateurs : 14 300 Arbitrage : Antonio Mateu Lahoz | Spectateurs : 14 300 Arbitrage : Antonio Mateu Lahoz |

| 2e match                      | Israël  | 0 – 4   | Russie                                          | Stade Ramat Gan, Ramat Gan                        |                                                   |
| 11 septembre 2012 21:00 UTC+2 |         | (0 - 2) | 7e 64e Kerzhakov · 18e Kokorin · 78e Faïzouline | Spectateurs : 28 131 Arbitrage : Mark Clattenburg | Spectateurs : 28 131 Arbitrage : Mark Clattenburg |
| 11 septembre 2012 21:00 UTC+2 | Rapport |         |                                                 | Spectateurs : 28 131 Arbitrage : Mark Clattenburg | Spectateurs : 28 131 Arbitrage : Mark Clattenburg |

| 3e match                    | Russie       | 1 – 0   | Portugal | Stade Luzhniki, Moscou                         |                                                |
| 12 octobre 2012 19:00 UTC+4 | Kerzhakov 6e | (1 - 0) |          | Spectateurs : 54 212 Arbitrage : Viktor Kassai | Spectateurs : 54 212 Arbitrage : Viktor Kassai |
| 12 octobre 2012 19:00 UTC+4 | Rapport      |         |          | Spectateurs : 54 212 Arbitrage : Viktor Kassai | Spectateurs : 54 212 Arbitrage : Viktor Kassai |

| 4e match                    | Russie              | 1 – 0   | Azerbaïdjan | Stade Luzhniki, Moscou                              |                                                     |
| 16 octobre 2012 19:00 UTC+4 | Shirokov 84e (pen.) | (0 - 0) |             | Spectateurs : 15 033 Arbitrage : Aleksandar Stavrev | Spectateurs : 15 033 Arbitrage : Aleksandar Stavrev |
| 16 octobre 2012 19:00 UTC+4 | Rapport             |         |             | Spectateurs : 15 033 Arbitrage : Aleksandar Stavrev | Spectateurs : 15 033 Arbitrage : Aleksandar Stavrev |

| 5e match                | Portugal   | 1 – 0   | Russie | Estádio da Luz, Lisbonne                       |                                                |
| 7 juin 2013 20:45 UTC+1 | Postiga 9e | (1 - 0) |        | Spectateurs : 54 697 Arbitrage : Damir Skomina | Spectateurs : 54 697 Arbitrage : Damir Skomina |
| 7 juin 2013 20:45 UTC+1 | Rapport    |         |        | Spectateurs : 54 697 Arbitrage : Damir Skomina | Spectateurs : 54 697 Arbitrage : Damir Skomina |

| 6e match                 | Irlande du Nord | 1 – 0   | Russie | Windsor Park, Belfast                             |                                                   |
| 14 août 2013 20h45 UTC+1 | Paterson 43e    | (1 - 0) |        | Spectateurs : 11 178 Arbitrage : Tom Harald Hagen | Spectateurs : 11 178 Arbitrage : Tom Harald Hagen |
| 14 août 2013 20h45 UTC+1 | Rapport         |         |        | Spectateurs : 11 178 Arbitrage : Tom Harald Hagen | Spectateurs : 11 178 Arbitrage : Tom Harald Hagen |

| 7e match                     | Russie                                          | 4 – 1   | Luxembourg  | Stade central, Kazan                               |                                                    |
| 6 septembre 2013 19:30 UTC+4 | Kokorin 1re 35e · Kerzhakov 60e · Samedov 90+3e | (2 - 0) | 90e Joachim | Spectateurs : 18 525 Arbitrage : Bobby Madden (en) | Spectateurs : 18 525 Arbitrage : Bobby Madden (en) |
| 6 septembre 2013 19:30 UTC+4 | Rapport                                         |         |             | Spectateurs : 18 525 Arbitrage : Bobby Madden (en) | Spectateurs : 18 525 Arbitrage : Bobby Madden (en) |

| 8e match (qualification proche) | Russie                                        | 3 – 1   | Israël       | Stade Petrovski, Saint-Pétersbourg            |                                               |
| 10 septembre 2013 19:00 UTC+4   | Bérézoutski 50e · Kokorin 52e · Glushakov 74e | (0 - 0) | 90+3e Zahavi | Spectateurs : 21 107 Arbitrage : Manuel Gräfe | Spectateurs : 21 107 Arbitrage : Manuel Gräfe |
| 10 septembre 2013 19:00 UTC+4   | Rapport                                       |         |              | Spectateurs : 21 107 Arbitrage : Manuel Gräfe | Spectateurs : 21 107 Arbitrage : Manuel Gräfe |

| 9e match                    | Luxembourg | 0 – 4   | Russie                                                      | Stade Josy-Barthel, Luxembourg |                            |
| 11 octobre 2013 20:30 UTC+2 |            | (0 - 3) | 9e Samedov · 39e Fayzulin · 45+2e Glushakov · 73e Kerzhakov | Arbitrage : Stephan Studer     | Arbitrage : Stephan Studer |

| 10e match (qualification officielle) | Azerbaïdjan | 1 – 1   | Russie       | Bakcell Arena, Bakou                           |                                                |
| 15 octobre 2013 22:00 UTC+5          | Javadov 90e | (0 – 1) | 15e Shirokov | Spectateurs : 11 000 Arbitrage : Milorad Mažić | Spectateurs : 11 000 Arbitrage : Milorad Mažić |

## Amicaux et préparation
| Date             | Stade et ville                                         | Adversaire    | Résultat | Buteur(s) russe(s)             |
| 15 août 2012     | Stade Central Lokomotiv, Moscou, Russie                | Côte d'Ivoire | 1-1      | Dzagoev 55e (cf.)              |
| 14 novembre 2012 | Stade Kuban, Krasnodar, Russie                         | États-Unis    | 2-2      | Smolov 9e, Chirokov 84e (pen.) |
| 2 février 2013   | Stade Estadio Municipal de Marbella, Marbella, Espagne | Islande       | 2-0      | Chirokov 43e, Chatov 66e       |
| 25 mars 2013     | Stamford Bridge, Londres, Angleterre                   | Brésil        | 1-1      | Faïzouline 73e                 |
| 15 novembre 2013 | Zabeel Stadium, Dubaï, Émirats arabes unis             | Serbie        | 1-1      | Samedov 30e                    |
| 19 novembre 2013 | Zabeel Stadium, Dubaï, Émirats arabes unis             | Corée du Sud  | 2-1      | Smolov 12e, Tarasov 59e        |

## Coupe du monde

### Premier tour - Groupe H
La Russie fait partie du groupe H de la Coupe du monde de football de 2014, avec la Belgique, l'Algérie et la Corée du Sud.
|   | Équipe       | Pts | J | G | N | P | Bp | Bc | Diff |
| 1 | Belgique     | 9   | 3 | 3 | 0 | 0 | 4  | 1  | 3    |
| 2 | Algérie      | 4   | 2 | 1 | 1 | 1 | 6  | 5  | +1   |
| 3 | Russie       | 2   | 3 | 0 | 2 | 1 | 2  | 3  | -1   |
| 4 | Corée du Sud | 1   | 3 | 0 | 1 | 2 | 3  | 6  | -3   |

| J 1 | 17 juin 2014 | Belgique     | 2 - 1 | Algérie      |
| J 1 | 18 juin 2014 | Russie       | 1 - 1 | Corée du Sud |
| J 2 | 22 juin 2014 | Belgique     | 1 - 0 | Russie       |
| J 2 | 22 juin 2014 | Corée du Sud | 2 - 4 | Algérie      |
| J 3 | 26 juin 2014 | Corée du Sud | 0 - 1 | Belgique     |
| J 3 | 26 juin 2014 | Algérie      | 1 - 1 | Russie       |

#### Russie - Corée du Sud
| Match 16                                                 | Russie                 | 1 - 1   | Corée du Sud    | Arena Pantanal, Cuiabá                                               |                                                                      |
| 18 juin 2014 · 18:00 (UTC-4) · Historique des rencontres | Alexandre Kerjakov 74e | (0 - 0) | 68e Lee Keun-ho | Spectateurs : 37 603 · Arbitrage : Néstor Pitana · Photos du match · | Spectateurs : 37 603 · Arbitrage : Néstor Pitana · Photos du match · |
| 18 juin 2014 · 18:00 (UTC-4) · Historique des rencontres | Rapport                |         |                 | Spectateurs : 37 603 · Arbitrage : Néstor Pitana · Photos du match · | Spectateurs : 37 603 · Arbitrage : Néstor Pitana · Photos du match · |

| Russie | Corée du Sud |

| RUSSIE :        |    |                      |  |     |     |
|                 |    |                      |  |     |     |
| Gardien de but  | 1  | Igor Akinfeïev       |  |     |     |
|                 | 4  | Sergueï Ignachevitch |  |     |     |
|                 | 8  | Denis Glouchakov     |  | 72e |     |
|                 | 9  | Alexandre Kokorine   |  |     |     |
|                 | 14 | Vassili Bérézoutski  |  |     |     |
|                 | 17 | Oleg Chatov          |  | 59e | 49e |
|                 | 18 | Iouri Jirkov         |  | 71e |     |
|                 | 19 | Alexandre Samedov    |  |     |     |
|                 | 20 | Viktor Faïzouline    |  |     |     |
|                 | 22 | Andreï Iechtchenko   |  |     |     |
|                 | 23 | Dmitri Kombarov      |  |     |     |
| Remplaçants :   |    |                      |  |     |     |
|                 | 11 | Alexandre Kerjakov   |  | 71e |     |
|                 | 10 | Alan Dzagoïev        |  | 59e |     |
|                 | 7  | Igor Denissov        |  | 72e |     |
| Sélectionneur : |    |                      |  |     |     |
| Fabio Capello   |    |                      |  |     |     |

| CORÉE DU SUD :  |    |                 |  |     |     |
|                 |    |                 |  |     |     |
| Gardien de but  | 1  | Jung Sung-ryong |  |     |     |
|                 | 3  | Yun Suk-young   |  |     |     |
|                 | 5  | Kim Young-gwon  |  |     |     |
|                 | 9  | Son Heung-min   |  | 84e | 13e |
|                 | 10 | Park Chu-young  |  | 56e |     |
|                 | 12 | Lee Yong        |  |     |     |
|                 | 13 | Koo Ja-cheol    |  |     | 90e |
|                 | 14 | Han Kook-young  |  |     |     |
|                 | 16 | Ki Sung-yueng   |  |     | 30e |
|                 | 17 | Lee Chung-yong  |  |     |     |
|                 | 20 | Hong Jeong-ho   |  | 73e |     |
| Remplaçants :   |    |                 |  |     |     |
|                 | 11 | Lee Keun-ho     |  | 56e |     |
|                 | 6  | Hwang Seok-ho   |  | 73e |     |
|                 | 7  | Kim Bo-kyung    |  | 84e |     |
| Sélectionneur : |    |                 |  |     |     |
| Hong Myung-bo   |    |                 |  |     |     |

| Assistants : Hernán Maidana Juan Pablo Belatti Quatrième arbitre : Roberto Moreno Cinquième arbitre : Eric Boria Homme du Match : Son Heung-min |

#### Belgique - Russie
| Match 31                                                 | Belgique         | 1 - 0   | Russie | Stade Maracanã, Rio de Janeiro                                     |                                                                    |
| 22 juin 2014 · 13:00 (UTC-3) · Historique des rencontres | Divock Origi 88e | (0 - 0) |        | Spectateurs : 73 819 · Arbitrage : Felix Brych · Photos du match · | Spectateurs : 73 819 · Arbitrage : Felix Brych · Photos du match · |
| 22 juin 2014 · 13:00 (UTC-3) · Historique des rencontres | Rapport          |         |        | Spectateurs : 73 819 · Arbitrage : Felix Brych · Photos du match · | Spectateurs : 73 819 · Arbitrage : Felix Brych · Photos du match · |

| Belgique | Russie |

| BELGIQUE :      |    |                   |  |     |     |
|                 |    |                   |  |     |     |
| Gardien de but  | 1  | Thibaut Courtois  |  |     |     |
|                 | 2  | Toby Alderweireld |  |     | 73e |
|                 | 3  | Thomas Vermaelen  |  | 31e |     |
|                 | 4  | Vincent Kompany   |  |     |     |
|                 | 6  | Axel Witsel       |  |     | 54e |
|                 | 7  | Kevin De Bruyne   |  |     |     |
|                 | 8  | Marouane Fellaini |  |     |     |
|                 | 9  | Romelu Lukaku     |  | 57e |     |
|                 | 10 | Eden Hazard       |  |     |     |
|                 | 14 | Dries Mertens     |  | 75e |     |
|                 | 15 | Daniel Van Buyten |  |     |     |
| Remplaçants :   |    |                   |  |     |     |
|                 | 5  | Jan Vertonghen    |  | 31e |     |
|                 | 17 | Divock Origi      |  | 57e |     |
|                 | 11 | Kevin Mirallas    |  | 75e |     |
| Sélectionneur : |    |                   |  |     |     |
| Marc Wilmots    |    |                   |  |     |     |

| RUSSIE :        |    |                      |  |     |     |
|                 |    |                      |  |     |     |
| Gardien de but  | 1  | Igor Akinfeïev       |  |     |     |
|                 | 2  | Alexeï Kozlov        |  | 62e |     |
|                 | 4  | Sergueï Ignachevitch |  |     |     |
|                 | 6  | Maxim Kanounnikov    |  |     | 38e |
|                 | 8  | Denis Glouchakov     |  |     |     |
|                 | 9  | Alexandre Kokorine   |  |     |     |
|                 | 14 | Vassili Bérézoutski  |  |     |     |
|                 | 17 | Oleg Chatov          |  | 83e |     |
|                 | 19 | Alexandre Samedov    |  | 90e |     |
|                 | 20 | Viktor Faïzouline    |  |     |     |
|                 | 23 | Dmitri Kombarov      |  |     |     |
| Remplaçants :   |    |                      |  |     |     |
|                 | 22 | Andreï Iechtchenko   |  | 62e |     |
|                 | 10 | Alan Dzagoïev        |  | 83e |     |
|                 | 11 | Aleksandr Kerjakov   |  | 90e |     |
| Sélectionneur : |    |                      |  |     |     |
| Fabio Capello   |    |                      |  |     |     |

| Assistants : Stefan Lupp Mark Borsch Quatrième arbitre : Carlos Vera Cinquième arbitre : Byron Romero Homme du Match : Eden Hazard |

#### Algérie - Russie
| Match 48                                                 | Algérie           | 1 - 1   | Russie                | Stade Joaquim-Américo-Guimarães, Curitiba                           |                                                                     |
| 26 juin 2014 · 17:00 (UTC-3) · Historique des rencontres | Islam Slimani 60e | (0 - 1) | 6e Alexandre Kokorine | Spectateurs : 39 311 · Arbitrage : Cüneyt Çakır · Photos du match · | Spectateurs : 39 311 · Arbitrage : Cüneyt Çakır · Photos du match · |
| 26 juin 2014 · 17:00 (UTC-3) · Historique des rencontres | rapport           |         |                       | Spectateurs : 39 311 · Arbitrage : Cüneyt Çakır · Photos du match · | Spectateurs : 39 311 · Arbitrage : Cüneyt Çakır · Photos du match · |

| Algérie | Russie |

| ALGÉRIE :         |    |                        |  |     |       |
|                   |    |                        |  |     |       |
| Gardien de but    | 23 | Raïs M'Bolhi           |  |     |       |
|                   | 4  | Essaïd Belkalem        |  |     |       |
|                   | 5  | Rafik Halliche         |  |     |       |
|                   | 6  | Djamel Mesbah          |  |     | 39e   |
|                   | 10 | Sofiane Feghouli       |  |     |       |
|                   | 11 | Yacine Brahimi         |  | 71e |       |
|                   | 12 | Carl Medjani           |  |     |       |
|                   | 13 | Islam Slimani          |  | 90e |       |
|                   | 14 | Nabil Bentaleb         |  |     |       |
|                   | 18 | Abdelmoumene Djabou    |  | 77e |       |
|                   | 20 | Aïssa Mandi            |  |     |       |
| Remplaçants :     |    |                        |  |     |       |
|                   | 7  | Hassan Yebda           |  | 71e |       |
|                   | 9  | Nabil Ghilas           |  | 77e | 87e   |
|                   | 15 | El Arabi Hilal Soudani |  | 90e |       |
|                   | 17 | Liassine Cadamuro      |  |     | 90+2e |
| Sélectionneur :   |    |                        |  |     |       |
| Vahid Halilhodžić |    |                        |  |     |       |

| RUSSIE :        |    |                      |  |     |     |
|                 |    |                      |  |     |     |
| Gardien de but  | 1  | Igor Akinfeïev       |  |     |     |
|                 | 2  | Alexeï Kozlov        |  |     | 59e |
|                 | 4  | Sergueï Ignachevitch |  |     |     |
|                 | 8  | Denis Glouchakov     |  | 46e |     |
|                 | 9  | Alexandre Kokorine   |  |     |     |
|                 | 11 | Alexandre Kerjakov   |  | 81e |     |
|                 | 14 | Vassili Bérézoutski  |  |     |     |
|                 | 17 | Oleg Chatov          |  | 67e |     |
|                 | 19 | Alexandre Samedov    |  |     |     |
|                 | 20 | Viktor Faïzouline    |  |     |     |
|                 | 23 | Dmitri Kombarov      |  |     | 57e |
| Remplaçants :   |    |                      |  |     |     |
|                 | 6  | Maxim Kanounnikov    |  | 81e |     |
|                 | 7  | Igor Denissov        |  | 46e |     |
|                 | 10 | Alan Dzagoïev        |  | 67e |     |
| Sélectionneur : |    |                      |  |     |     |
| Fabio Capello   |    |                      |  |     |     |

| Assistants : Bahattin Duran Tarik Ongun Quatrième arbitre : Joel Aguilar Cinquième arbitre : Juan Zumba Homme du Match : Islam Slimani |